# Sự kiện UFO Aurora, Texas
Sự kiện UFO Aurora, Texas là vụ UFO bị rơi tại một trang trại gần Aurora, Texas, Mỹ xảy ra vào ngày 17 tháng 4 năm 1897. Biến cố này (tương tự như sự kiện Roswell nổi tiếng hơn 50 năm sau) có khả năng đã dẫn đến cái chết của phi công. Viên phi công "không thuộc thế giới này" và được cho là người ngoài hành tinh. Thi thể viên phi công xấu số được chôn cất tại nghĩa trang Aurora. Người dân địa phương bèn đặt một hòn đá làm điểm đánh dấu cho ngôi mộ này nhưng về sau đã bị dỡ bỏ.

## Diễn biến vụ việc

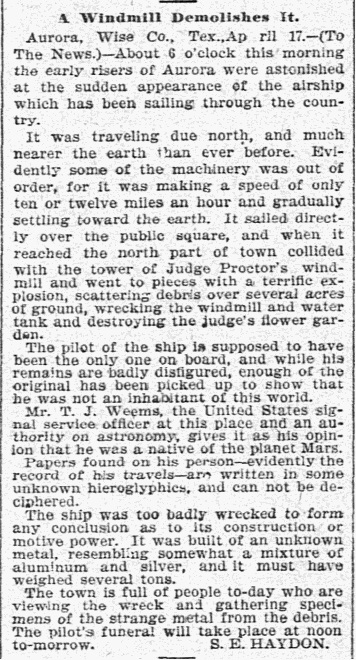
Bài báo gốc mô tả vụ việc, của S. E. Haydon mang tên "Cối xay gió phá hủy nó", tờ The Dallas Morning News, số ra ngày 19 tháng 4 năm 1897, tr. 5.

Ngày 19 tháng 4 năm 1897, một bài báo đăng trên tờ Dallas Morning News do S.E. Haydon viết đã mô tả về vụ rơi UFO này. UFO được cho là đã đâm vào một chiếc cối xay gió thuộc quyền sở hữu của Thẩm phán J.S. Proctor hai ngày trước đó vào khoảng 6 giờ sáng giờ địa phương (giờ miền Trung nước Mỹ), dẫn đến biến cố này. Phi công (người được báo cáo là "không thuộc thế giới này", và là "người Hỏa tinh" theo báo cáo của một sĩ quan Cục Truyền tin Lục quân tên là T.J. Weems từ Đồn Worth gần đó), đã không thể sống nổi sau vụ tai nạn, và được viên mục sư lưu động tên là William Russell Taybor chôn cất "theo nghi thức Cơ đốc giáo" tại Nghĩa trang Aurora gần đó. Nghĩa trang có một điểm đánh dấu thuộc Ủy ban Lịch sử Texas đề cập đến vụ việc.
Được biết, các mảnh vỡ từ nơi xảy ra vụ tai nạn đã được đổ xuống một cái giếng gần đó nằm dưới cối xay gió bị hư hại, trong khi một số lại rơi vào ngôi mộ của người ngoài hành tinh. Thêm vào đó là bí ẩn về câu chuyện của ông Brawley Oates là người đã mua bất động sản của Thẩm phán Proctor vào khoảng năm 1935. Oates cho dọn sạch các mảnh vỡ từ chỗ cái giếng để dùng làm nguồn nước, nhưng về sau này ông lại bị mắc phải chứng viêm khớp cực kỳ nghiêm trọng. Oates khẳng định đó là kết quả của nguồn nước bị ô nhiễm từ đống mảnh vỡ cho đổ xuống giếng. Kết quả là Oates đã niêm phong cái giếng bằng một tấm bê tông và cho xây một ngôi nhà phụ ngay trên đỉnh phiến đá mỏng. Theo văn bản trên phiến đá cho biết thì việc này được thực hiện vào năm 1945.

## Giải thích hiện tượng
Nhiều chuyên gia nghiên cứu UFO đã tiến hành điều tra và giải thích sự kiện này, trong số đó có người đưa ra giả thuyết rằng trường hợp này chỉ là trò lừa bịp chủ yếu dựa trên cuộc phỏng vấn trên tạp chí Time năm 1980 với Etta Pegues, một cư dân 86 tuổi sinh sống ở Aurora từng thú nhận rằng Haydon đã bịa đặt toàn bộ câu chuyện, cho biết Haydon "viết về biến cố này hệt như một trò đùa cợt cốt để gây hứng thú cho cả vùng Aurora. Đường sắt chạy ngang qua chổ chúng tôi, và thị trấn này đang chết dần". Pegues khẳng định thêm rằng Thẩm phán Proctor chưa bao giờ vận hành một cối xay gió nào trên khu đất của mình cả, lời thú nhận này từng bị đem ra tranh cãi trong một tập phim UFO Hunters qua đó giúp tìm thấy thứ mà họ cho là chân của một tháp máy bơm nước bằng gỗ được xây dựng xung quanh cái giếng này. Ngày 12 tháng 4 năm 2020, nhà nghiên cứu hiện tượng huyền bí Jerry Drake trong tập podcast phát trực tiếp Monster Talk đã thách thức phát hiện này, lưu ý rằng cái giếng nơi đây rõ ràng là một công trình thời hiện đại, ước tính được xây cất vào khoảng sau năm 1940 và không phải là một cái giếng được thiết kế để dùng chung với cối xay gió.
Năm 1998, đài trực thuộc FOX có trụ sở tại Dallas là KDFW đã phát sóng tập phóng sự dài về sự kiện Aurora này. Phóng viên Richard Ray đã phỏng vấn cựu phóng viên của tờ Fort Worth Star Telegram tên Jim Marrs và những người dân địa phương khác, họ cho biết có thứ gì đó đã rơi ở Aurora. Tuy nhiên, báo cáo của Ray không thể tìm thấy bằng chứng nào đủ sức thuyết phục về người ngoài hành tinh hoặc công nghệ tân tiến ngoài Trái Đất. Ray đưa tin rằng bang Texas đã dựng một tấm bảng lịch sử trong thị trấn phác thảo câu chuyện và gắn nhãn vụ này là "huyền thoại". Bên cạnh đó, Nghĩa trang Aurora lại được kiểm tra thêm một lần nữa. Mặc dù hiệp hội nghĩa trang vẫn không cho phép khai quật chỗ này bằng cách sử dụng radar xuyên đất và ảnh chụp từ các chuyến thăm trước đó, giới điều tra viên đã tìm thấy cả một ngôi mộ không được đánh dấu trong khu vực gần những ngôi mộ khác của thập niên 1890. Tuy vậy, tình trạng của ngôi mộ này đã xuống cấp trầm trọng và radar không thể chứng minh chính xác loại hài cốt nào tồn tại chỗ này. Chủ đất có lần còn đưa cho họ những mảnh kim loại chứa chủ yếu là nhôm và một loại nguyên tố không thể xác định rõ ràng được.

## Ảnh hưởng văn hóa

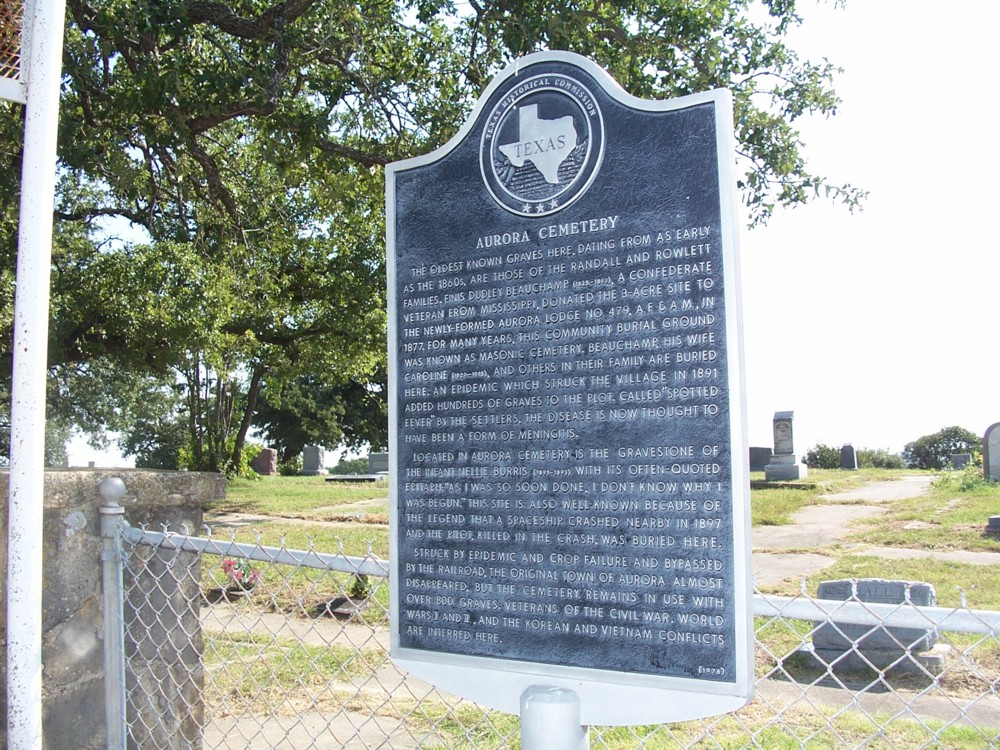
Một điểm đánh dấu thuộc Ủy ban Lịch sử Texas nằm bên ngoài Nghĩa trang Aurora, nơi được cho là chôn cất viên phi công UFO, có đề cập ngắn gọn đến sự kiện này.

Sự kiện này được dàn dựng trong bộ phim năm 1986 có tựa đề The Aurora Encounter, cũng như được đem ra thảo luận trong buổi ra mắt phần ba của chương trình Ancient Aliens trên kênh History Channel (mang tên Aliens and the Old West) tập trung vào những vụ chứng kiến UFO vào cuối thế kỷ 19 ở khu vực phía tây Bắc Mỹ.
Một bộ phim ngắn độc lập do nhạc sĩ kiêm nhà sử học Thomas Negovan và Aaron Shaps đồng sáng tác và đồng đạo diễn có tựa đề đơn giản là Aurora kịch tính hóa vụ việc cũng như kết hợp biến cố này với thuyết âm mưu về Die Glocke của Đức Quốc xã.
Vụ việc được châm biếm trong vở hài kịch LP Everything You Know Is Wrong ra mắt năm 1974 của đoàn kịch The Firesign Theatre, được trình diễn từ khoảng 3:00 đến 4:42 ở Bên A, dàn dựng dựa theo chủ đề sau đây.
Bộ phim dài tập Hangar 1: The UFO Files (chiếu năm 2014-2015) trên kênh History Channel trình bày chi tiết sự kiện này trong tập phim Crashes and Cover Ups.
Sự kiện Aurora là điểm nhấn chính trong phần cốt truyện qua bộ phim chính kịch âm thanh khoa học viễn tưởng của BBC Sounds mang tên The Cipher (2020). Nó cũng là chủ đề của kịch bản độc lập Aurora do Youtuber tương lai Joe Scott biên soạn và tiến hành việc đọc trực tiếp như một phần của nhóm Team Seas vào ngày 30 tháng 10 năm 2021.